# Relayer
Relayer är ett musikalbum av den brittiska progrockgruppen Yes, utgivet 1974.
Relayer har en mer disharmonisk inriktning än den tidigare skivan Close to the Edge; för sin tid, inte bara för Yes, är det en ovanligt hård och aggressiv ljudbild som tycks föregripa betydligt senare band som Die Krupps och det tidiga Simple Minds. Första spåret, "Gates of Delirium", är löst baserat på Lev Tolstojs Krig och fred, men tycks också kommentera nyare krig. Intressant på Relayer är också den tillfälliga keyboardisten Patrick Moraz, som samma år gav ut en självbetitlad skiva med det kortlivade bandet Refugee tillsammans med de tidigare medlemmarna av The Nice, Lee Jackson och Brian Davidsson. För kännaren är Moraz påverkan på Yes musik tydlig på albumet, och han kunde också använda en del specialbyggda syntar, vilka hörs inte minst i det oroande, instrumentala 'batalj'-avsnittet av "Gates of Delirium".
Skivan utkom som enkel-LP, men med en omslagsdesign (vackert utvikskonvolut målat av Roger Dean) som lätt kan förleda en att tro att det skulle röra sig om en dubbel-LP. De tidiga utgåvorna av albumet hade två sidopaneler på var sin sida om framsidan, senare LP-utgåvor har ett enkelt utviksomslag, som dock bevarar Deans framsidesmålning i sin helhet). Dean har själv kallat det ett av de omslag han är mest stolt över. En CD-utgåva med tre bonusspår gavs ut 2003 på Rhino Records.

## Låtlista
Alla låtar av Jon Anderson, Chris Squire, Steve Howe, Alan White och Patrick Moraz.
1. "Gates of Delirium" - 21:55
2. "Sound Chaser" - 9:25
3. "To Be Over" - 9:08

## Medverkande
- Jon Anderson - Sång
- Chris Squire - Bas och sång
- Steve Howe - Elektrisk och akustisk gitarr och sång; steel guitar och sitar (de båda senare främst på To Be Over)
- Patrick Moraz - Keyboards och ljudeffekter
- Alan White - Trummor och slagverk
- Eddie Offord - producent och ljudtekniker